# Filippo Parodi
Pour les articles homonymes, voir Parodi.

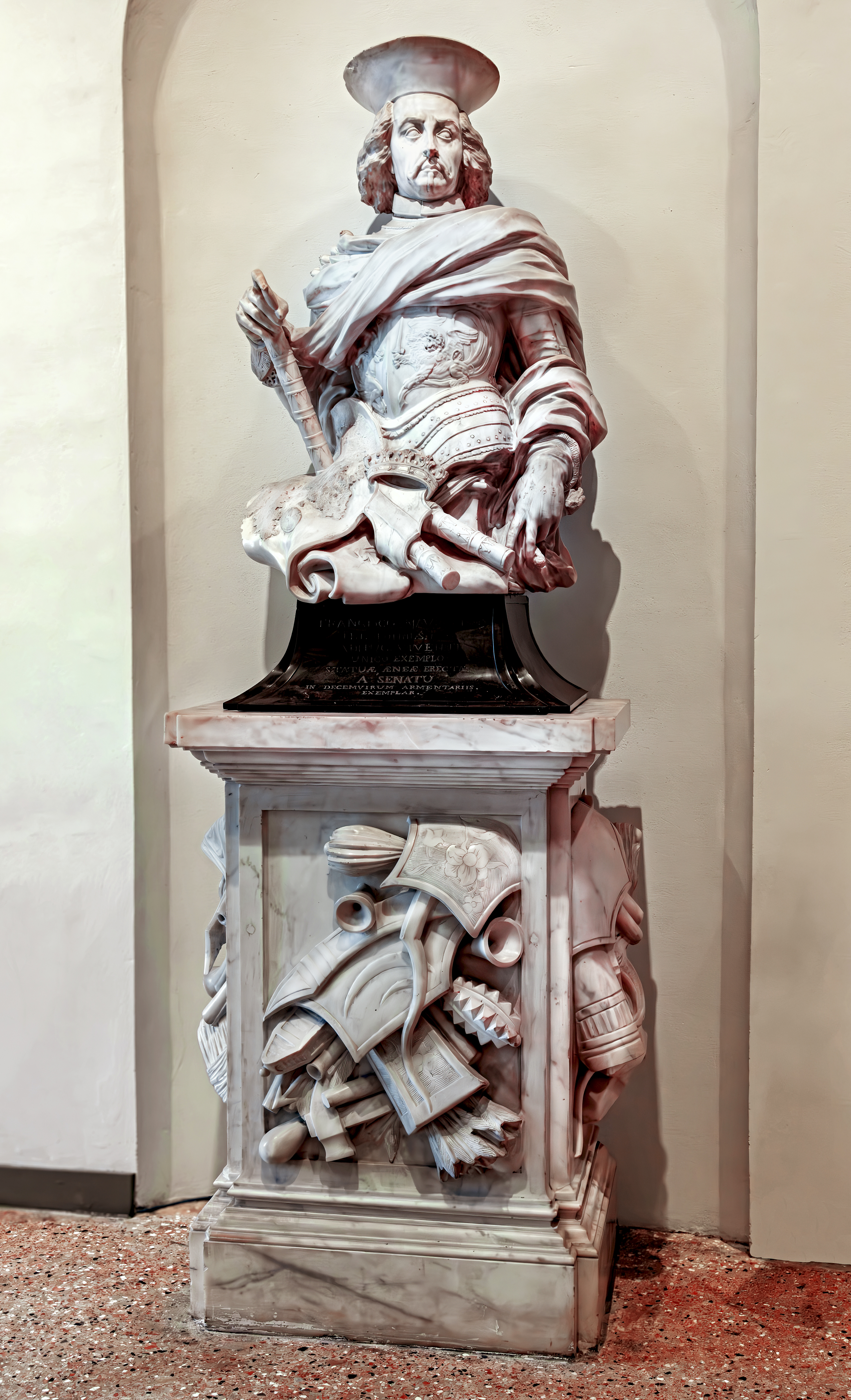
Monument à Francesco Morosini - Musée Correr.

Giacomo Filippo Parodi (Gênes 1630 – 22 juillet 1702) est un sculpteur italien baroque de l'école génoise.

## Biographie
Giacomo Filippo Parodi naît dans une famille de sculpteurs de Gênes, s'adonne d'abord au bois puis au marbre à partir des années 1670. Son style se redéfinit après deux voyages à Rome et il devient l'assistant de Gian Lorenzo Bernini bien qu'il semble avoir été influencé par Alessandro Algardi et son élève Ercole Ferrata.
Retourné  à Gênes, il y rencontre le sculpteur baroque français Pierre Puget, qui est resté à Gênes de 1661 à 1666.
Parodi y développe un grand atelier pour répondre aux multiples commissions qui lui sont confiées, comme entre 1661 et 1670 :
- Extase de sainte Marthe pour Santa Marta,
- Saint Jean pour Santa Maria di Carignano
- Madone pour San Carlo.

En 1680, il sculpte dans du marbre blanc l'Enfant Jésus endormi (ancienne collection du vicomte Charles-Hippolyte Vilain XIIII, achat en 1844 et resté aux mains d'un de ses descendants jusqu'en 2017).

« Cette statue pose un jalon des plus importants dans la carrière de Parodi.  Sa datation, autour des années 1680 marque une véritable  transition entre une production encore pétrie des influences des grands maîtres baroques et un style propre, fougueux et plus indépendant. »

  Cette œuvre repose depuis 2018 au Cleveland museum of art (USA).
  
En 1691, il part à Padoue où son atelier est responsable de six statues de marbre blanc, la Gloire de saint Antoine (1689-97), en marbre polychrome à La Cappella del Tesoro à la  basilique Saint-Antoine. Il érige la chapelle absidiale de droite de la basilique Sainte-Justine de Padoue, en assurant la totalité de la décoration et des statue autour de la Pietà et des statues de Marie Madeleine et de saint Jean en 1689.
En 1678, à Venise, il complète le monument funéraire de l'évêque Francesco Morosini (1678), à San Nicolò da Tolentino.
Pour Johann Adam Andreas, prince du  Liechtenstein à Vienne, il produit deux bustes allégoriques : Le Vice et La  Vertu (collection Liechtenstein à Vienne) dont Le Vice est inspiré par lAnima dannata de Bernini.
Le nom de Parodi est souvent appelé en relation avec les tables et les guéridons latéraux génois du baroque tardif, découpés et dorés.
Parmi les élèves de son atelier on compte le jeune Andrea Brustolon et  son fils génois Giacomo Antonio Ponsonelli (1654-1735) et son fils, Domenico Parodi (it) (1672-1742), était un peintre d'un certain mérite, mis en apprentissage à ses débuts chez Sebastiano Bombelli, puis, dans les années 1690, à l'atelier de Carlo Maratta et puis chez son élève Paolo Gerolamo Piola (it). D'autres pupilles de Parodi ont été Angelo de Rossi et les frères Francesco et Bernardo Schiaffino (en).

## Œuvres
- Galerie du Palazzo Reale, Gênes :
  - Christ à la colonne, 1679, marbre.
  - Vénus, v. 1680, marbre.
  - Hyacinthe, v. 1680, marbre.
  - Clytie, v. 1680, marbre.
  - Adonis, v. 1680, marbre.
- Liechtenstein Museum, Vienne (Autriche) :
  - Allégorie du Vice, 1684-1694, marbre.
  - Allégorie de la Vertu, 1684-1694, marbre.
- Ca' Rezzonico Venise
  - Lucrèce, Marbre.
- Musée Correr Venise
  - Monument à Francesco Morosini[2]

- Fitzwilliam Museum, Cambridge
  - Head of Lucrezia, 1685-90, marbre.

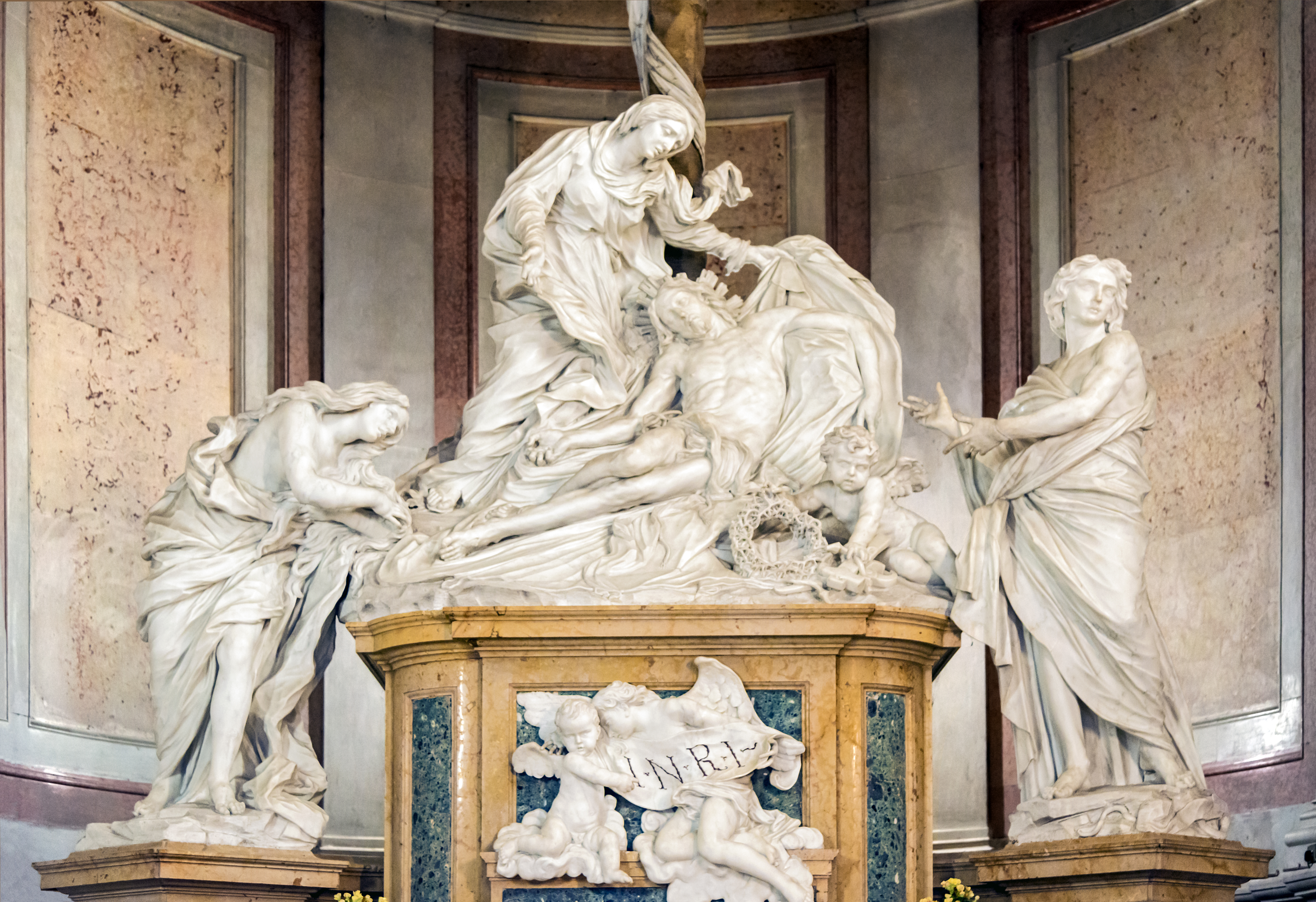
Santa Giustina (Padoue) - Chapelle deLa Pieta
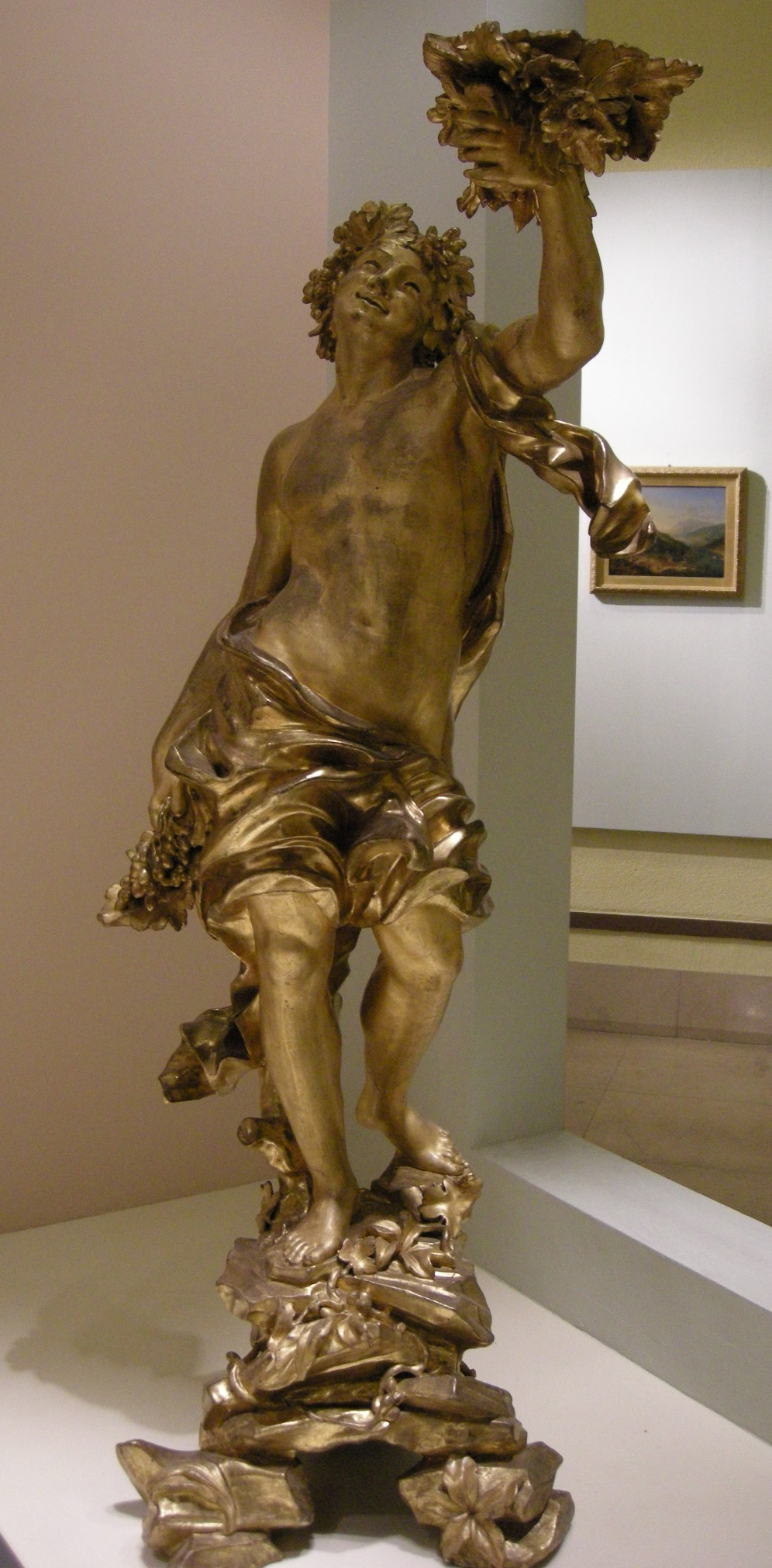
Angelo reggicandelabro, v. 1667.
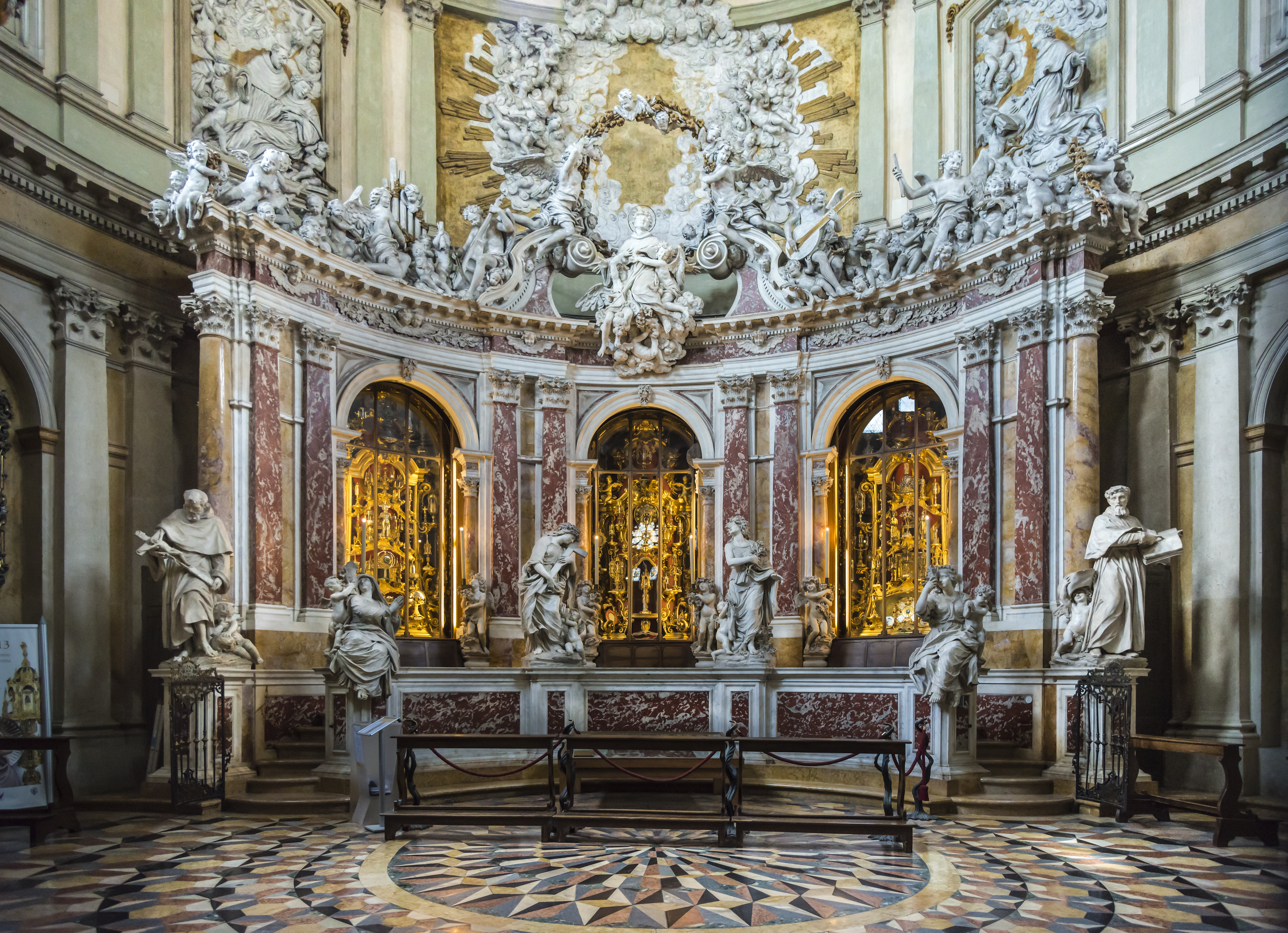
La chapelle des reliques de la Basilique Saint-Antoine (Padoue)
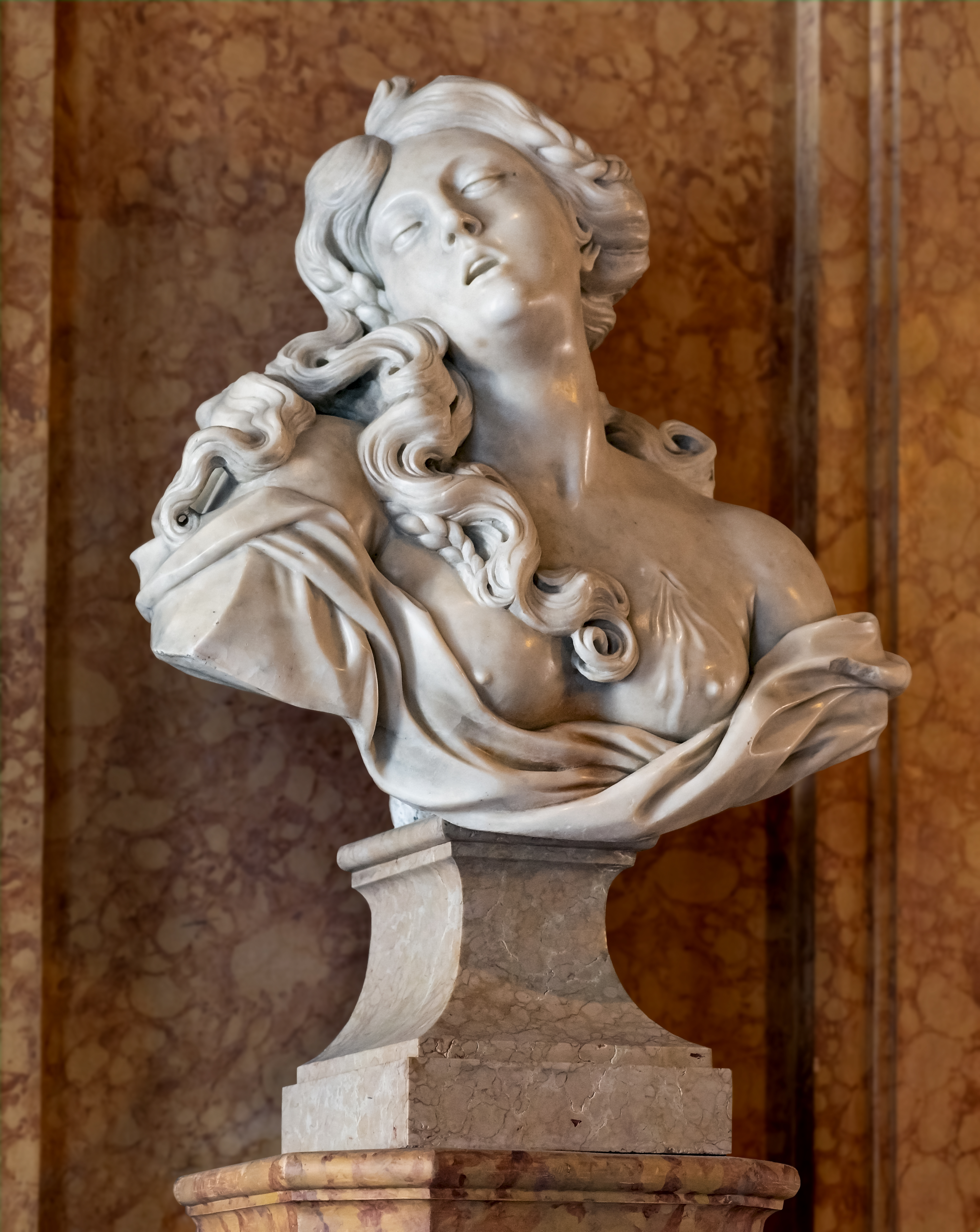
Lucrèce Ca' Rezzonico Venise

## Sources
- (it)/(en) Cet article est partiellement ou en totalité issu des articles intitulés en italien « Filippo Parodi » (voir la liste des auteurs) et en anglais « Filippo Parodi » (voir la liste des auteurs).
- Catalogue de vente Artcurial-Paris, vente du 16 mai 2017 lot n°158 l'Enfant Jésus endormi.